# Christoph Vitzthum von Eckstedt (1594–1653)
Christoph Vitzthum von Eckstedt (* 25. August 1594 in Quedlinburg; † 29. August 1653 ebenda) war ein kursächsischer Beamter.

## Leben
Er stammte aus dem Adelsgeschlecht Vitzthum von Eckstedt und war kursächsischer Oberst und Stiftshauptmann von Quedlinburg. Das Wohnhaus seines Vaters Christoph Vitzthum von Eckstedt (1552–1599), der wie er Oberst zu Ross und Stiftshauptmann war, aus dem Jahre 1597, hat sich bis heute erhalten. Er war auch Pfandbesitzer des Amtes Sommerschenburg und der Herrschaft Warberg. Zumindest ab 1630 residierte er im Hagenschen Freihaus.
Nur wenige Monate vor seinem Tod erwarb er die drei Rittergüter Tiefensee, Neuhaus und Petersroda.
Seine Söhne waren Christoph, Friedrich Wilhelm, Werner und Christian Vitzthum von Eckstädt, wobei der Ältere aus der ersten Ehe mit Hedwig Elisabeth von Rauchhaupt und die drei Letztgenannten aus der zweiten Ehe mit Sophia geb. Hahn stammten. Nachdem der Bruder Werner verstorben war, einigten sich die drei verbliebenen Brüder 1664 über die Aufteilung des väterlichen Erbes.